# Olaf V.
Olaf V. (Alexander Edward Christian Frederik; 2. července 1903 Sandringham, Norfolk – 17. ledna 1991 Oslo) byl norským králem v letech 1957–1991. Po nástupu jeho otce na norský trůn byl přejmenován z Alexandra na Olafa. Byl teprve druhým norským králem od osamostatnění Norska v roce 1905.

## Dětství

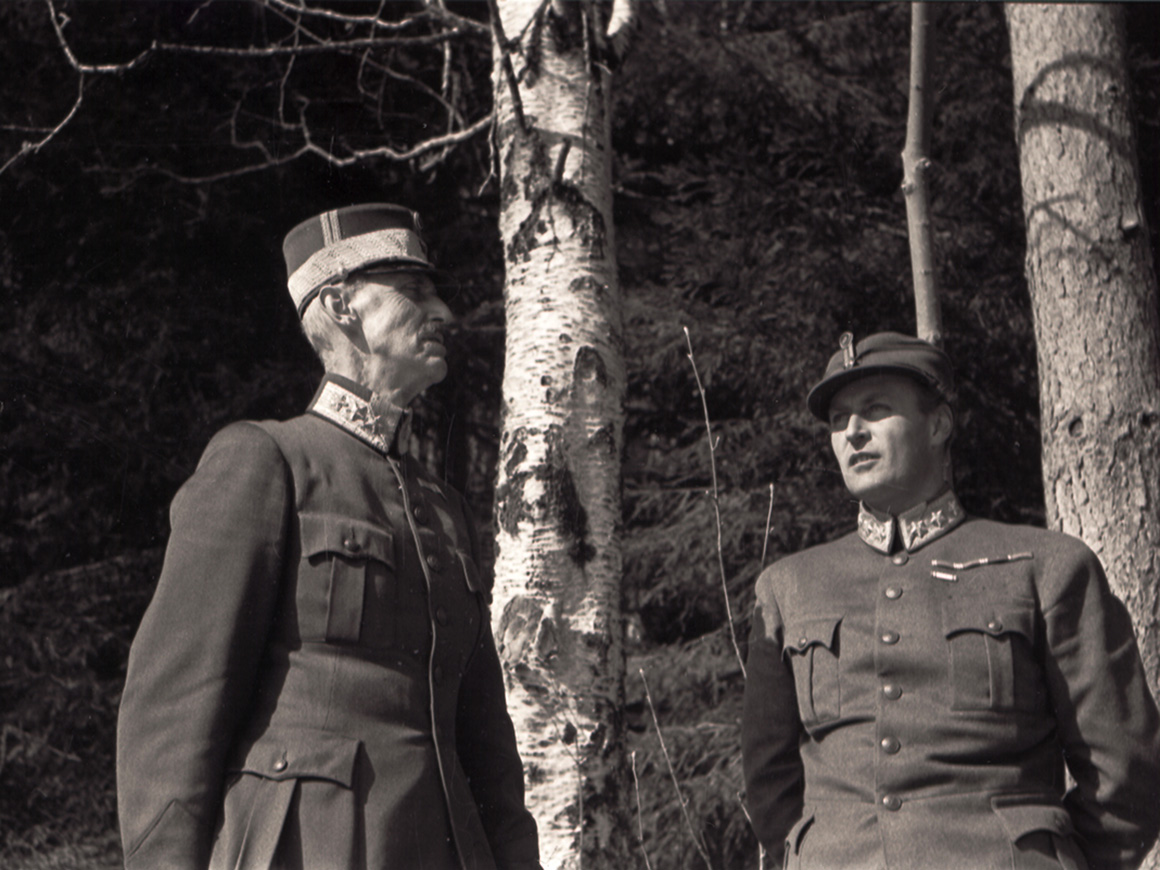
Olaf se svým otcem Haakonem VII.

Olaf se narodil 2. července 1903 jako Alexander Edward Christian Frederik v Appleton House v Sandringhamu, UK. Jeho matka byla britská princezna Maud z Walesu, dcera britského korunního prince Alberta Eduarda, který nastoupil na britský trůn po smrti své matky královny Viktorie v roce 1901 jako Eduard VII. Olafův otec byl původně dánský princ Carl. V roce 1905 se princ Carl stal norským králem, změnil si jméno na Haakon VII. a z prince Alexandra se stal norský korunní princ Olaf.
Olaf studoval na norské Vojenské akademii a poté na Balliol College v Oxfordu; po jejím skončení se stal důstojníkem norského námořnictva a pomáhal otci ve vládních záležitostech. Ve třiadvaceti letech poprvé zastupoval otce, když král vycestoval do zahraničí.
Princ se zajímal o umění, kulturu a literaturu, byl však i velmi sportovně nadaný, věnoval se plachtění, skokům i běhu na lyžích; největšího úspěchu dosáhl, když s plachetnicí Norna získal zlatou medaili v kategorii šestimetrových plachetnic na olympijských hrách v Amsterdamu v roce 1928.

## Manželství a děti

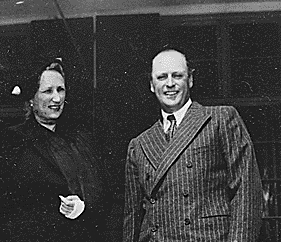
Olaf a Martha v roce 1950

21. března 1929 se Olaf v Oslu oženil se svou sestřenicí, princeznou Marthou Švédskou. Martha se narodila 29. března 1901 jako dcera švédského prince Karla Švédského, vévody z Västergötlandu (1861–1951), a jeho manželky, dánské princezny Ingeborg (1878–1958). Korunní princezna Martha zemřela na rakovinu 5. dubna 1954, tři roky před nastoupením svého manžela na norský trůn.
Z manželství vzešli tři potomci: dvě dcery – Ragnhild (9. června 1930 – 16. září 2012) a Astrid (nar. 12. února 1932) a jeden syn, následník trůnu princ Harald (nar. 21. února 1937). Starší dcera Ragnhild se provdala za průmyslníka Erlinga Lorentzena, s nímž měla tři děti; rodina žila v brazilském Rio de Janeiro. Mladší dcera Astrid si vzala rozvedeného námořníka a olympionika Johana Martina Fernera, s nímž žije v Oslo a mají pět dětí.

## Druhá světová válka
Za druhé světové války bylo Norsko napadeno Německem a Olaf společně se svým otcem odplul v červnu 1940 na palubě těžkého křižníku HMS Devonshire z Tromsø do londýnského exilu, kde organizoval „svobodné“ jednotky. Jeho manželka a děti zatím byly ve Švédsku a poté v USA. Celá rodina se vrátila zpět do Norska po skončení války v roce 1945. Olaf připlul do Osla v rámci operace Kingdom 13. května 1945 na palubě rychlé minonosky HMS Apollo.

## Vláda
Olaf nastoupil na trůn 21. září 1957 po smrti svého otce Haakona VII. pod jménem Olaf V., ale na rozdíl od svého otce nebyl korunován, pouze požehnán v katedrále v Trondheimu. Nový král byl vdovcem a během prvních let jeho vlády ho při oficiálních příležitostech doprovázela jeho mladší dcera, princezna Astrid.
Král, velmi populární už od svého příjezdu do Norska, byl nazýván králem lidu (Folkekongen); choval se prostě a spíše jako měšťan než jako monarcha, řídil sám své auto, často se procházel po Oslu bez doprovodu ochránců.
V roce 1985 založil Norský řád za zásluhy.
V červenci 1990 byl stižen mozkovou mrtvicí a princ Harald převzal vládu jako regent. Třebaže jeho rekonvalescence zdárně pokračovala, zemřel půl roku nato 17. ledna 1991; příčinou smrti byl srdeční infarkt (podle některých pramenů ji měly uspíšit neblahé zprávy o událostech v Perském zálivu). Byl posledním žijícím vnukem anglického krále Eduarda VII. a královny Alexandry.

## Zajímavost
- Na jeho počest nazval norský polárník Roald Amundsen při své úspěšné výpravě k jižnímu pólu v roce 1911 pobřeží a hory v Antarktidě - Pobřeží prince Olafa a Hory prince Olafa
- v roce 1961 získal cenu Fridtjofa Nansena za činnost ve prospěch uprchlíků; v roce 1973 byl u příležitosti svých 70. narozenin oceněn nejvyšším státním norským vyznamenáním, Medailí za velké občanské zásluhy
- jeho vášeň a přínos pro lyžování byla v roce 1968 oceněna Medailí Holmenkollen
- 17. prosince 2005 byl v anketě norské televize NRK vyhlášen Norem 20. století

## Vývod z předků
|           |                                 |  |                                    |                                                               |  |  |  |  |  |  |  | Fridrich Vilém Šlesvicko-Holštýnsko-Sonderbursko-Glücksburský |
|           |                                 |  |                                    |                                                               |  |  |  |  |  |  |  |                                                               |
|           | Kristián IX.                    |  |                                    |                                                               |  |  |  |  |  |  |  |                                                               |
|           |                                 |  |                                    |                                                               |  |  |  |  |  |  |  |                                                               |
|           |                                 |  |                                    | Luisa Karolina Hesensko-Kasselská                             |  |  |  |  |  |  |  |                                                               |
|           |                                 |  |                                    |                                                               |  |  |  |  |  |  |  |                                                               |
|           | Frederik VIII.                  |  |                                    |                                                               |  |  |  |  |  |  |  |                                                               |
|           |                                 |  |                                    |                                                               |  |  |  |  |  |  |  |                                                               |
|           |                                 |  |                                    | Vilém Hesensko-Kasselský                                      |  |  |  |  |  |  |  |                                                               |
|           |                                 |  |                                    |                                                               |  |  |  |  |  |  |  |                                                               |
|           | Luisa Hesensko-Kasselská        |  |                                    |                                                               |  |  |  |  |  |  |  |                                                               |
|           |                                 |  |                                    |                                                               |  |  |  |  |  |  |  |                                                               |
|           |                                 |  |                                    | Luisa Šarlota Dánská                                          |  |  |  |  |  |  |  |                                                               |
|           |                                 |  |                                    |                                                               |  |  |  |  |  |  |  |                                                               |
|           | Haakon VII.                     |  |                                    |                                                               |  |  |  |  |  |  |  |                                                               |
|           |                                 |  |                                    |                                                               |  |  |  |  |  |  |  |                                                               |
|           |                                 |  |                                    | Oskar I.                                                      |  |  |  |  |  |  |  |                                                               |
|           |                                 |  |                                    |                                                               |  |  |  |  |  |  |  |                                                               |
|           | Karel XV.                       |  |                                    |                                                               |  |  |  |  |  |  |  |                                                               |
|           |                                 |  |                                    |                                                               |  |  |  |  |  |  |  |                                                               |
|           |                                 |  |                                    | Joséphine de Beauharnais mladší                               |  |  |  |  |  |  |  |                                                               |
|           |                                 |  |                                    |                                                               |  |  |  |  |  |  |  |                                                               |
|           | Luisa Švédská                   |  |                                    |                                                               |  |  |  |  |  |  |  |                                                               |
|           |                                 |  |                                    |                                                               |  |  |  |  |  |  |  |                                                               |
|           |                                 |  |                                    | Frederik Nizozemský                                           |  |  |  |  |  |  |  |                                                               |
|           |                                 |  |                                    |                                                               |  |  |  |  |  |  |  |                                                               |
|           | Luisa Oranžsko-Nasavská         |  |                                    |                                                               |  |  |  |  |  |  |  |                                                               |
|           |                                 |  |                                    |                                                               |  |  |  |  |  |  |  |                                                               |
|           |                                 |  |                                    | Luisa Pruská                                                  |  |  |  |  |  |  |  |                                                               |
|           |                                 |  |                                    |                                                               |  |  |  |  |  |  |  |                                                               |
| 'Olaf V.' |                                 |  |                                    |                                                               |  |  |  |  |  |  |  |                                                               |
|           |                                 |  |                                    |                                                               |  |  |  |  |  |  |  |                                                               |
|           |                                 |  | Ernest I. Sasko-Kobursko-Gothajský |                                                               |  |  |  |  |  |  |  |                                                               |
|           |                                 |  |                                    |                                                               |  |  |  |  |  |  |  |                                                               |
|           | Albert Sasko-Kobursko-Gothajský |  |                                    |                                                               |  |  |  |  |  |  |  |                                                               |
|           |                                 |  |                                    |                                                               |  |  |  |  |  |  |  |                                                               |
|           |                                 |  |                                    | Luisa Sasko-Gothajsko-Altenburská                             |  |  |  |  |  |  |  |                                                               |
|           |                                 |  |                                    |                                                               |  |  |  |  |  |  |  |                                                               |
|           | Eduard VII.                     |  |                                    |                                                               |  |  |  |  |  |  |  |                                                               |
|           |                                 |  |                                    |                                                               |  |  |  |  |  |  |  |                                                               |
|           |                                 |  |                                    | Eduard August Hannoverský                                     |  |  |  |  |  |  |  |                                                               |
|           |                                 |  |                                    |                                                               |  |  |  |  |  |  |  |                                                               |
|           | Viktorie                        |  |                                    |                                                               |  |  |  |  |  |  |  |                                                               |
|           |                                 |  |                                    |                                                               |  |  |  |  |  |  |  |                                                               |
|           |                                 |  |                                    | Viktorie Sasko-Kobursko-Saalfeldská                           |  |  |  |  |  |  |  |                                                               |
|           |                                 |  |                                    |                                                               |  |  |  |  |  |  |  |                                                               |
|           | Maud z Walesu                   |  |                                    |                                                               |  |  |  |  |  |  |  |                                                               |
|           |                                 |  |                                    |                                                               |  |  |  |  |  |  |  |                                                               |
|           |                                 |  |                                    | Fridrich Vilém Šlesvicko-Holštýnsko-Sonderbursko-Glücksburský |  |  |  |  |  |  |  |                                                               |
|           |                                 |  |                                    |                                                               |  |  |  |  |  |  |  |                                                               |
|           | Kristián IX.                    |  |                                    |                                                               |  |  |  |  |  |  |  |                                                               |
|           |                                 |  |                                    |                                                               |  |  |  |  |  |  |  |                                                               |
|           |                                 |  |                                    | Luisa Karolina Hesensko-Kasselská                             |  |  |  |  |  |  |  |                                                               |
|           |                                 |  |                                    |                                                               |  |  |  |  |  |  |  |                                                               |
|           | Alexandra Dánská                |  |                                    |                                                               |  |  |  |  |  |  |  |                                                               |
|           |                                 |  |                                    |                                                               |  |  |  |  |  |  |  |                                                               |
|           |                                 |  |                                    | Karel Hesensko-Kasselský                                      |  |  |  |  |  |  |  |                                                               |
|           |                                 |  |                                    |                                                               |  |  |  |  |  |  |  |                                                               |
|           | Luisa Hesensko-Kasselská        |  |                                    |                                                               |  |  |  |  |  |  |  |                                                               |
|           |                                 |  |                                    |                                                               |  |  |  |  |  |  |  |                                                               |
|           |                                 |  |                                    | Luisa Dánská a Norská                                         |  |  |  |  |  |  |  |                                                               |
|           |                                 |  |                                    |                                                               |  |  |  |  |  |  |  |                                                               |